# Rascló pintat
El rascló pintat (Pardirallus maculatus) és una espècie d'ocell de la família dels ràl·lids (Rallidae) que habita aiguamolls, camps d'arròs i pantans de les Grans Antilles, sud de Mèxic, Guatemala i Belize, localment en Amèrica Central i del Sud fins a l'est del Brasil, est de Bolívia, el Paraguai, Uruguai i nord de l'Argentina.

## Descripció
El rascló pintat fa de 25 a 28 cm de llarg i pesa de 130 a 220 g; les femelles són lleugerament més petites que els mascles a banda d'això no té ha dimorfisme sexual. El bec és llarg i verdós amb una taca vermella a la base de la mandíbula i les potes són rosades. "Els immadurs són molt més apagats (alguns poden no tenir barres), però els immadurs més grans tenen el patró de l'adult". El juvenil té un bec més groguenc, l'iris marró, generalment apagat, especialment les potes i els peus, i un plomatge variable de 3 morfs.
Pot tenir un "morf fosc, amb les parts superiors gairebé llises, de color marró fosc, i plomes ventrals de color fuliginós i punta fosca sense barres blanques; morf pàl·lid, amb la gola i el pit de color marró grisenc pàl·lid, i el pit lleugerament barrat de blanc; morf barrat, amb la gola grisa, tacada de blanc, i el pit i el ventre marcadament barrats de blanc". El plomatge del morf fosc es pot confondre amb P. sanguinolentus i P. nigricans, però tots dos tenen "parts superiors més pàl·lides i potes i peus de color vermell brillant" per diferenciar-los. A més, P. sanguinolentus és més gros i té la barbeta i la gola grises, la cloaca gris-marró que contrasta amb les parts inferiors grises pissarrades. P. nigricans, en canvi, té la cloaca i la cua negres.
Les subespècies tenen el cap negrós amb un ull vermell, parts superiors negres i marrons i parts inferiors negres amb ratlles i taques blanques. La subespècie nominal P. m. maculatus té ratlles blanques a les parts superiors i un bec més curt i prim, mentre que P. m. insolitus té taques blanques i un bec més gros. Els juvenils d'aquestes subespècies són identificables per les cobertores inferiors de la cua de color beix amb punta grisa o blanca en P. m. maculatus i les cobertores inferiors de la cua de color gris amb punta blanca en P. m. insolitus.
George E. Watson va determinar que la muda dura d'agost a desembre a la població cubana basant-se en l'etapa de muda d'uns quants exemplars observats durant aquests mesos.

## Distribució i hàbitat
La subespècie P. m. insolitus del rascló pintat es troba des de Mèxic fins a Costa Rica. La subespècie nominal es troba a Cuba, Hispaniola (República Dominicana i Haití), Jamaica i tots els països continentals de Sud-amèrica excepte Guyana (encara que a Xile només com a vagabund a les illes Juan Fernández). L'espècie també es troba a Panamà, però no es coneix la subespècie allà. La distribució a Mèxic, Amèrica Central i gran part de Sud-amèrica és local en lloc de contínua. A més de Xile, s'ha trobat com a vagabund a Trinitat i als estats nord-americans de Pennsilvània i Texas.
El rascló pintat habita paisatges humits com ara aiguamolls, pantans, arrossars i praderies humides. Requereix una cobertura densa.

## Comportament

### Moviment
El rascló pintat no té cap patró de moviment, tot i que se sap que es mou localment en resposta a canvis en els nivells d'aigua o sequeres, i s'ha documentat la vagància. Algunes observacions d'un rascló pintat en captivitat a Mèxic assenyalen que s'enfila per la vegetació utilitzant les ales per mantenir l'equilibri i torna a baixar volant.

### Alimentació
El rascló pintat s'alimenta en aigües poc profundes o al llarg de la vora de l'aigua. Normalment es manté cobert, però a l'alba i al capvespre pot alimentar-se en zones més obertes. La dieta inclou cucs de terra, insectes adults, larves i altres invertebrats, i també peixos petits i algues d'estany (Potamogeton epihydrus).

### Reproducció
La temporada de reproducció del rascló pintat varia molt al llarg de l'àrea de distribució. No hi ha diferències de color durant la temporada de reproducció, però tenen gònades engrandides. Sembla ser territorial durant la temporada de reproducció. Fa un niu en forma de copa o bol d'herba o joncs morts a la vegetació a prop del terra i sovint per sobre de les aigües poc profundes. La mida de la posta és de dos a set ous. No es coneixen el període d'incubació ni el temps fins al niu.

### Amenaces
La mangosta Herpestes auropunctatus és una espècie invasora que s'alimenta del rascló pintat. Es creu que va reduir les poblacions a les terres agrícoles drenades de Cuba a la dècada de 1960. La població de mangostes també va ser considerada responsable de la desaparició a Jamaica. Amenaces com la de la mangosta poden arribar a ser encara més grans quan muden simultàneament la majoria de les plomes de vol, deixant-los exposats a la depredació.
El 2023, disset rasclons pintats del sud del Brasil es van sotmetre a una inspecció d'helmints (cuc paràsit) i tres ocells tenien Cyclocoelidae (Digenis) presents tant a les cavitats nasals com abdominals. En els ocells, la presència d'helmints de vegades pot provocar apatia o diarrea.

## Taxonomia
El rascló pintat va ser descrit pel polímata francès Georges-Louis Leclerc, comte de Buffon el 1781 a la seva Histoire Naturelle des Oiseaux a partir d'un exemplar recollit a la Guaiana Francesa. L'ocell també va ser il·lustrat en una làmina pintada a mà gravada per François-Nicolas Martinet a les Planches Enluminées D'Histoire Naturelle, que es va produir sota la supervisió d'Edme-Louis Daubenton per acompanyar el text de Buffon. Ni el peu de la làmina ni la descripció de Buffon incloïen un nom científic, però el 1783 el naturalista neerlandès Pieter Boddaert va encunyar el nom binomial Rallus maculatus al seu catàleg de les Planches Enluminéez. El rascló pintat ara es col·loca al gènere Pardirallus, que va ser erigit pel naturalista francès Charles Lucien Bonaparte el 1856. El nom genèric combina el grec antic «pardos» que significa “lleopard” amb el gènere Rallus. L'epítet específic «maculatus» significa en llatí “pintat” o “tacat”.
Es reconeixen dues subespècies:
- P. m. insolitus (Bangs & Peck, 1908) - localment des del sud de Mèxic fins a Costa Rica.
- P. m. maculatus (Boddaert, 1783) - Cuba, Veneçuela, Trinidad i Tobago, fins Perú i Argentina.